# Michael L. Ross
Michael Lewin Ross (* 1961) ist ein US-amerikanischer Politikwissenschaftler. Seit 2009 hat er an der University of California, Los Angeles eine Professur für Politikwissenschaft inne. In seiner Forschung beschäftigt er sich vorrangig mit den politischen und wirtschaftlichen Problemen von Ländern, die über ein großes Vorkommen an natürlichen Ressourcen verfügen  („Ressourcenfluch“), insbesondere an Erdöl.

## Werdegang
Ross begann an der University of California, Santa Cruz ein Studium der Politikwissenschaft, wo er 1984 den Bachelor of Arts erwarb. Darauf aufbauend setzte er sein Studium an der Princeton University fort, das er 1992 mit dem Master of Arts abschloss. Während seines Masterstudiums und später als Doktorand erhielt Michael L. Ross das Jacob-K.-Javits-Stipendium des US-Bildungsministeriums. 1993 war er als Visiting Scholar an der Yale University in New Haven (Connecticut) und 1994 an der Universität Malaya in Kuala Lumpur. 1996 wurde Ross in Princeton mit seiner Arbeit The Political Economy of Boom-and-Bust Logging in Indonesia, the Philippines, and East Malaysia 1950–1994 promoviert.
Im Anschluss erhielt Ross 1996 eine Position als Juniorprofessor an der University of Michigan in Ann Arbor. Auf Einladung von Paul Collier war er von Januar bis Dezember 2000 als Visiting Scholar bei der Development Economics Research Group der Weltbank in Washington, D.C. und Jakarta. 2001 wechselte er, zunächst ebenfalls als Juniorprofessor, an die University of California in Los Angeles. Im gleichen Jahr erschien sein Buch Timber Booms and Institutional Breakdown in Southeast Asia, welches 2012 erneut aufgelegt sowie 2013 ins japanische übersetzt wurde.
2004 erhielt er innerhalb des Fachbereichs für Politikwissenschaft an der University of California eine Stelle als Associate Professor. 2009 wurde Ross dort zum Professor ernannt. Von 2007 bis 2013 war er an der Universität zudem Direktor des Center for Southeast Asian Studies.
Sein 2012 erschienenes Buch The Oil Curse: How Petroleum Wealth Shapes the Development of Nations wurde vom Magazin Choice als eine der herausragenden akademischen Veröffentlichungen („Outstanding Academic Title“) des Jahres genannt. In russischer, arabischer, portugiesischer und japanischer Sprache erschienen Übersetzungen des Buches. Zudem wurden Auszüge in der fünften Auflage des Werks Essential Readings in World Politics von Karen A. Mingst und Jack L. Snyder abgedruckt.
Seit 2013 gehört Ross dem Redaktionsbeirat der Zeitschriften World Politics und Comparative Political Studies an.

## Werke
- Timber Booms and Institutional Breakdown in Southeast Asia. Cambridge University Press, New York 2001.
- The Oil Curse: How Petroleum Wealth Shapes the Development of Nations. Princeton University Press, Princeton 2012.